# Sinjar
Sinjar (kurdisk: Singara) er navnet på en by  i provinsen Ninawa i det nordvestlige Irak, tæt på den syriske grænse. Byens 22.549(2012) indbyggere er overvejende kurdiske.